# Sobre el desarrollo de la personalidad
Sobre el desarrollo de la personalidad (en alemán Über die Entwicklung der Persönlichkeit) es un conjunto de obras de Carl Gustav Jung incluidas en el decimoséptimo volumen de su Obra completa.

## Contenido
Jung presentó la personalidad como un ideal de la vida adulta cuya realización consciente mediante la individuación es la meta final del desarrollo humano durante la segunda mitad de la vida. Pero el Yo surge y se consolida en la infancia y la juventud, siendo impensable ocuparse de dicho proceso de individuación sin abordar esta fase inicial del desarrollo.
Este volumen es una colección de los trabajos de Jung sobre la psicología infantil. El núcleo lo forman las tres lecciones sobre Psicología analítica y educación. Jung piensa que la psicología de los padres y los educadores es determinante en el proceso de crecimiento y maduración del niño, especialmenten en el caso del niño superdotado. Subraya la importancia de una relación psicológica insatisfactoria entre los padres como la causa de trastornos psicógenos en la infancia en su artículo El matrimonio como relación psicológica, así como la conexión de la problemática infantil con la problemática del sí-mismo en el adulto mediante el ensayo Sobre el devenir de la personalidad.
El prejuicio de que la psicología de Jung sólo se refiere a la segunda mitad de la vida o sólo es válida para ésta es refutado por este volumen.

## Índice
1. Sobre conflictos del alma infantil (1910/1946)
2. Introducción al libro de Frances G. Wickes Análisis del alma infantil (1927/1931)
3. El significado de la psicología analítica para la educación (1928)
4. Psicología analítica y educación (1926/1946)
5. El niño superdotado (1943)
6. El significado de lo inconsciente para la educación individual (1928)
7. Sobre el devenir de la personalidad (1934)
8. El matrimonio como relación psicológica (1925)

## Edición en castellano
- Jung, Carl Gustav (2010 [2ª edición]). Obra completa de Carl Gustav Jung. Volumen 17: Sobre el desarrollo de la personalidad. Traducción Jorge Navarro Pérez. Madrid: Editorial Trotta. ISBN 978-84-9879-149-5/ ISBN 978-84-9879-150-1.

- Datos: Q16385472